# Hurley Haywood

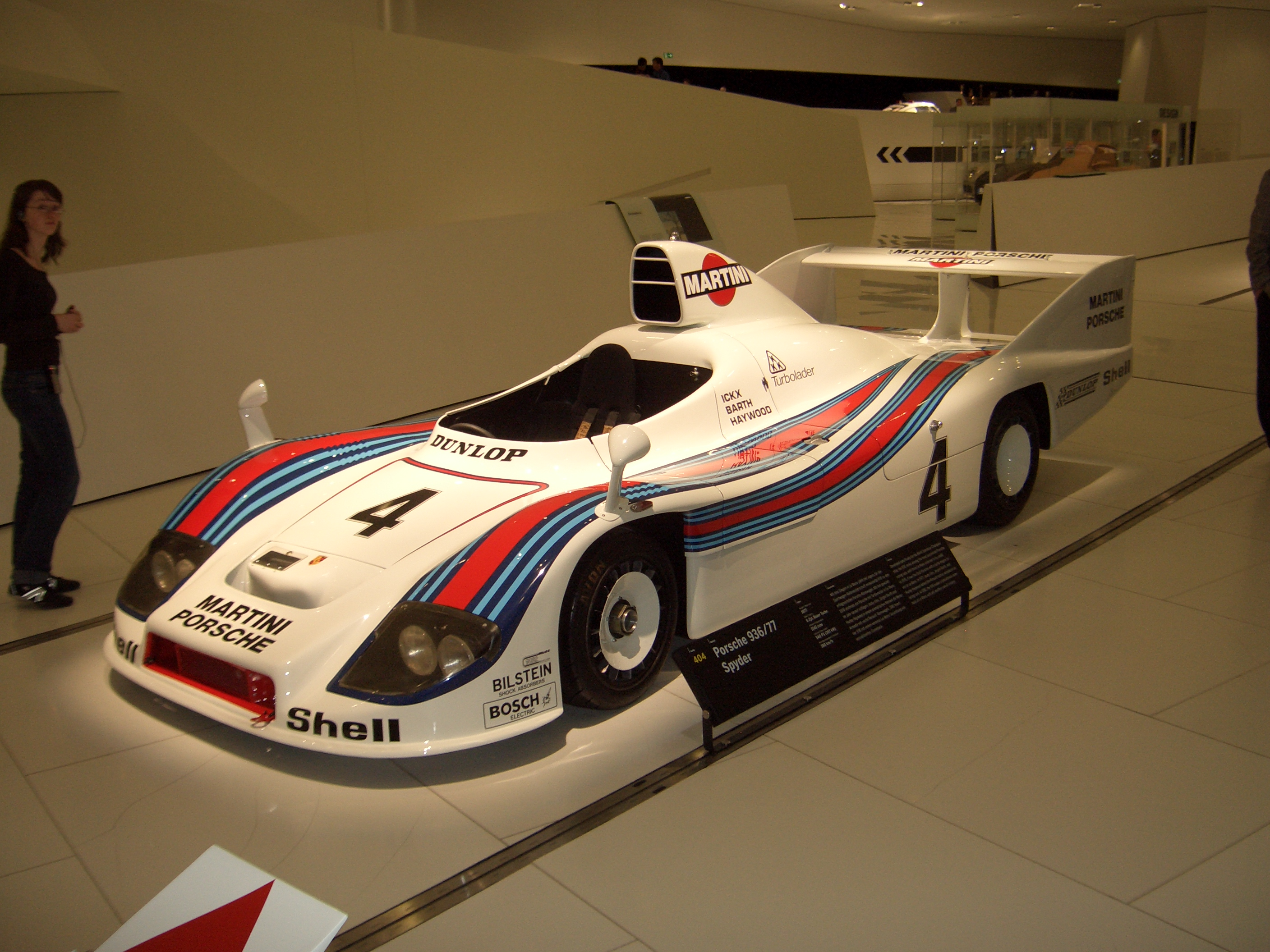
A Porsche 936-os amivel Hurley megnyerte az 1977-es Le Mans-i 24 órás futamot

Hurley Haywood (Chicago, Illinois, 1948. május 4. –) amerikai autóversenyző, a Le Mans-i 24 órás autóverseny háromszoros (1977, 1983, 1994) győztese.

## Pályafutása
Sikerei jelentős részét hosszútávú autóversenyeken érte el. Öt alkalommal nyerte meg a Daytonai 24 órás futamot, amivel rekordtartónak számít a versenyen. Kétszer volt első a Sebringi 12 órás viadalon, valamint háromszor győzött a Le Mans-i 24 órás versenyen.
1971-ben és 1972-ben bajnok lett az IMSA GT sorozatban, 1988-ban pedig a Trans-Am széria bajnoka volt.

## Sikerei
- Le Mans-i 24 órás autóverseny - győzelem: 1977, 1983, 1994
- Daytonai 24 órás autóverseny - győzelem: 1973, 1975, 1977, 1979, 1991
- Sebringi 12 órás autóverseny - győzelem: 1973, 1981

## Eredményei

### Le Mans-i 24 órás autóverseny
| Év   | Csapat                         | Autó               | Csapattárs             | Csapattárs       | Helyezés        | Kiesés oka |
| ---- | ------------------------------ | ------------------ | ---------------------- | ---------------- | --------------- | ---------- |
| 1977 | Martini Racing Porsche System  | Porsche 936/77     | Jacky Ickx             | Jürgen Barth     | Győzelem        |            |
| 1978 | Martini Racing Porsche System  | Porsche 936/77     | Peter Gregg            | Reinhold Joest   | 3.              |            |
| 1979 | Essex Motorsport Porsche       | Porsche 936        | Bob Wollek             |                  | Kiesett         | Motorhiba  |
| 1980 | Whittington Brothers Racing    | Porsche 935K3      | Don Whittington        | Dale Whittington | Kiesett         |            |
| 1981 | Porsche System                 | Porsche 936        | Jochen Mass            | Vern Schuppan    | 12.             |            |
| 1982 | Rothmans Porsche System        | Porsche 956        | Al Holbert             | Jürgen Barth     | 3.              |            |
| 1983 | Rothmans Porsche System        | Porsche 956        | Al Holbert             | Vern Schuppan    | Győzelem        |            |
| 1985 | Jaguar Group 44                | Jaguar XJR-5       | Brian Redman           | Jim Adams        | Kiesett         |            |
| 1986 | Silk Cut Jaguar                | Jaguar XJR-6       | Gianfranco Brancatelli | Win Percy        | Kiesett         |            |
| 1987 | Joest Racing                   | Porsche 962C       | Frank Jelinski         | Stanley Dickens  | Kiesett         | Motorhiba  |
| 1990 | Team Schuppan                  | Porsche 962C       | Wayne Taylor           | Rickard Rydell   | 12.             |            |
| 1991 | Salamin Primagaz Team Schuppan | Porsche 962C       | Wayne Taylor           | James Weaver     | nem értékelhető |            |
| 1993 | Le Mans Porsche Team           | Porsche 911S LM GT | Hans-Joachim Stuck     | Walter Röhrl     | Kiesett         | Motorhiba  |
| 1994 | Joest Racing                   | Dauer 962LM GT     | Yannick Dalmas         | Mauro Baldi      | Győzelem        |            |